# アルテュール・フォルタン

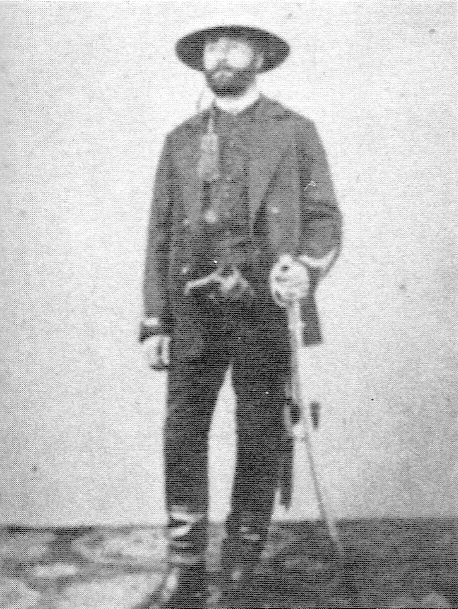
アルテュール・フォルタン

アルテュール・フォルタン（Arthur Fortant、1838年 - 没年不詳）は、フランス陸軍砲兵隊の下士官。

## 人物・生涯
慶応3年（1867年）、彼はジュール・ブリュネに同伴し、フランス軍事顧問団の一員として日本にやって来た。彼は幕府伝習隊を調練した。
戊辰戦争が勃発すると、フォルタンはフランス陸軍の職を辞し、幕府側で戦い続けることを選んだ。彼はブリュネ等と共に箱館戦争に参戦し、四列士満（レジマン、フランス語で連隊を意味する "régiment" をそのまま当て字にした）のうちの一隊の隊長を務めた。
明治2年4月9日（1869年5月20日）、新政府軍は北海道に上陸、5月11日（6月20日）五稜郭に立て籠もる箱館政権軍に対し、明治新政府軍の総攻撃が開始され、五稜郭は陥落、5月18日（6月27日）総裁・榎本武揚らは新政府軍に投降した。フランス人らは、榎本の勧めに従い、総攻撃前の5月1日（6月10日）に箱館港に停泊中のフランス船に逃れた。
その後、フォルタンは、マルラン、ブッフィエと共に、明治3年（1870年）、当時大阪にあった兵部省に雇われた。さらにその後、東京に移った兵学寮に雇われた。